# Порт Луи
Порт Луи (на френски: Port Louis) е столица и главен административен и икономически град на островната държава Мавриций. Разположен е на брега на Индийския океан.
На герба на града е написано: „Звезда и ключ на Индийския океан“.
Населението му наброява 148 001 жители (2012).

## История
Основан е през 1736 г. от френските колониалисти като спирка на плаващите от Европа кораби, преминали покрай изключително тежкия за плаване Нос Добра надежда. Наименуван е в чест на крал Луи XV.
По време на Наполеоновите войни островът е завладян от Британската империя.
Порт Луи е много красив град. Центърът на града все още напомня типично френско селище, от първия период на колонизацията. От самото пристанище започва широк и красив булевард, в края на който се намира изградената през 1738 година в бароков стил сграда на парламента. Околните улици и сгради напомнят тези, строени през XVIII век. Тук се намират градската катедрала, театър, магазини на реномирани търговски марки.

## Икономика
Икономическия живот на града е съсредоточен около пристанището. Оттук преминава почти целият стокообмен на републиката - предимно захар, меласа, плодове и зеленчуци, прясна и консервирана риба, сувенири и т.н.
Има изградени предприятия за преработка на риба и селскостопански стоки. В града са построени завод за производство на акумулатори, сглобяване на товарни и леки автомобили, за строеж на яхти и малки кораби, за производство на метелни детайли и други.

## Образование и култура
Порт Луи разполага с добра образователна система, изградени са много училища и колеж, образованието е безплатно, което спомага за почти пълната ликвидация на неграмотността сред местните жители. В столицата има Музей по естествена история, богата картинна галерия, няколко библиотеки. Гордост на града е изключително богатата на (особено застрашени) дървесни видове ботаническа градина Памплемус.

## Транспорт
Порт Луи е главен пристанищен град на страната.